# Indriði Sigurðsson
Indriði Sigurðsson (Reykjavik, 12 oktober 1981) is een voormalig IJslands voetballer. Sigurðsson was een verdediger.

## Carrière

### Clubcarrière
Indriði Sigurðsson sloot zich in 1989 aan bij de IJslandse voetbalclub KR Reykjavík. Bij diezelfde club begon hij z'n profcarrière in 1998. In januari 2000 trok hij naar het Noorse Lillestrøm SK. Na drie seizoenen in Noorwegen trok hij in augustus 2003 naar de Belgische eersteklasser KRC Genk, hoewel hij ook kon rekenen op interesse van de Duitse eersteklasser VfL Bochum. Doordat Akram Roumani en Marco Ingrao geregeld moesten afhaken met een blessure veroverde Sigurðsson snel een plaats op linksachter.
In juni 2005 leek Sigurðsson rond met de Franse eersteklasser FC Sochaux, maar de transfer sprong uiteindelijk af. Later die zomer was hij ook in beeld bij de Engelse tweedeklasser Stoke City FC, waar Johan Boskamp toen net trainer was geworden. Sigurðsson kreeg voor het seizoen 2005/06 extra concurrentie op linksachter, onder andere van Gonzague Vandooren en de opkomende Sébastien Pocognoli, maar desondanks speelde hij dat seizoen in alle competities dertig wedstrijden. Op het einde van het seizoen werd zijn contract bij Genk niet verlengd.
In 2006 keerde hij terug naar Noorwegen, eerst naar FC Lyn Oslo en dan bij Viking FK. In januari 2011 leek Lierse SK Sigurðsson opnieuw naar België te gaan halen, maar het kwam uiteindelijk nooit tot een transfer. Sigurðsson sloot zijn spelerscarrière af bij de club waar het voor hem allemaal begon, KR Reykjavík.

### Interlandcarrière
Indriði Sigurðsson debuteerde op 31 januari 2000 voor de IJslandse nationale ploeg in een oefeninterland tegen Noorwegen. Sigurðsson slaagde er nooit in om zich met IJsland te plaatsen voor een groot toernooi.